# Jazy (Dygowo)
Jazy (deutsch Jaasde) ist ein Dorf in der Woiwodschaft Westpommern in Polen. Es gehört zur Gmina Dygowo (Landgemeinde Degow) im Powiat Kołobrzeski (Kolberger Kreis). 

## Geographische Lage
Das Dorf liegt in Hinterpommern, etwa 115 Kilometer nordöstlich von Stettin und etwa 15 Kilometer südöstlich von Kołobrzeg (Kolberg). 
Die nächsten Nachbarorte sind im Norden Gąskowo (Ganzkow), im Südosten Wrzosowo (Fritzow) und im Südwesten Pyszka (Peuske). 

## Geschichte
Das Dorf wurde im Mittelalter während der Deutschen Ostsiedlung in der Form eines Angerdorfes angelegt. Es wurde erstmals im Jahre 1263 erwähnt, als Hermann von Gleichen, Bischof von Cammin, den Sprengel der neuen Pfarrkirche in Fritzow festlegte. Zu den nach Fritzow eingepfarrten Dörfern gehörte auch das damals „Iaes“ geschriebene Dorf. Jaasde blieb dann auch nach der Reformation und bis 1945 nach Fritzow eingepfarrt. 
Im Jahre 1288 kam das Dorf in den Besitz des Nonnenklosters zu Kolberg. Der Zehnte aus dem Dorf gehörte damals dem Kolberger Domkapitel. Im Jahre 1336 erwarb das Nonnenkloster auch noch die Bede in Jaasde, durch Kauf von einer Jutta von Heydebreck und deren Söhnen. 
Nach der Reformation kam Jaasde, wie auch der übrige Grundbesitz des Nonnenklosters zu Kolberg, in den Besitz des Landesherrn und gehörte zum Amt Kolberg. 
In Ludwig Wilhelm Brüggemanns Ausführlicher Beschreibung des gegenwärtigen Zustandes des Königlich-Preußischen Herzogtums Vor- und Hinterpommern (1784) ist Jaasde als eines von sieben Dörfern des Amtes Kolberg aufgeführt. Damals gab es in Jaasde 13 Bauernstellen, darunter die Stelle des Schulzen, zwei Kossäten und drei Büdner, insgesamt 23 Haushaltungen („Feuerstellen“).
Die Separation des Landbesitzes wurde in Jaasde ab 1815 durchgeführt. In diesem Zug wurden mehrere Hofstellen, sogenannte Büdnerstellen, nordöstlich des Dorfes angelegt. Die so entstandene Siedlung wurde als Jaasder Katen bezeichnet. 
In den 1830er Jahren wurde südlich von Jaasde die Chaussee Kolberg–Körlin angelegt (später Reichsstraße 124, heute Woiwodschaftsstraße 163). 1859 wurde nördlich von Jaasde die Bahnstrecke Belgard–Kolberg der Berlin-Stettiner Eisenbahn-Gesellschaft angelegt, später erhielt Jaasde einen eigenen Haltepunkt an der Strecke.  
Jaasde lag bis 1872 im Kreis Fürstenthum und kam mit dessen Aufteilung zum Kreis Kolberg-Körlin. Zur Gemeinde gehörte vor 1945 neben Jaasde der Wohnplatz Jaasder Katen.
1945 kam Jaasde, wie ganz Hinterpommern, an Polen. Die Einwohner wurden vertrieben. Der Ortsname wurde zu „Jazy“ polonisiert. Heute gehört der Ort zur Gmina Dygowo (Landgemeinde Degow).

## Entwicklung der Einwohnerzahlen
- 1816: 153 Einwohner[3]
- 1855: 295 Einwohner[3]
- 1885: 329 Einwohner[3]
- 1905: 401 Einwohner[3]
- 1919: 359 Einwohner[3]
- 1933: 322 Einwohner[3]
- 1939: 338 Einwohner[3]

## Söhne und Töchter des Ortes
- Erich Rübensam (1922–2016), deutscher Agrarwissenschaftler, Präsident der Akademie der Landwirtschaftswissenschaften der DDR